# Glifa
Glifa (gr. Γλύφα) – miejscowość w Grecji, w administracji zdecentralizowanej Tesalia-Grecja Środkowa, w regionie Grecja Środkowa, w jednostce regionalnej Ftiotyda, w gminie Stilida. W 2011 roku liczyła 612 mieszkańców. Do dnia 1 stycznia 2011 należała do gminy Pelasjia, która w wyniku reformy administracyjnej została wcielona do gminy Stilida.